# Barbara Janom Steiner

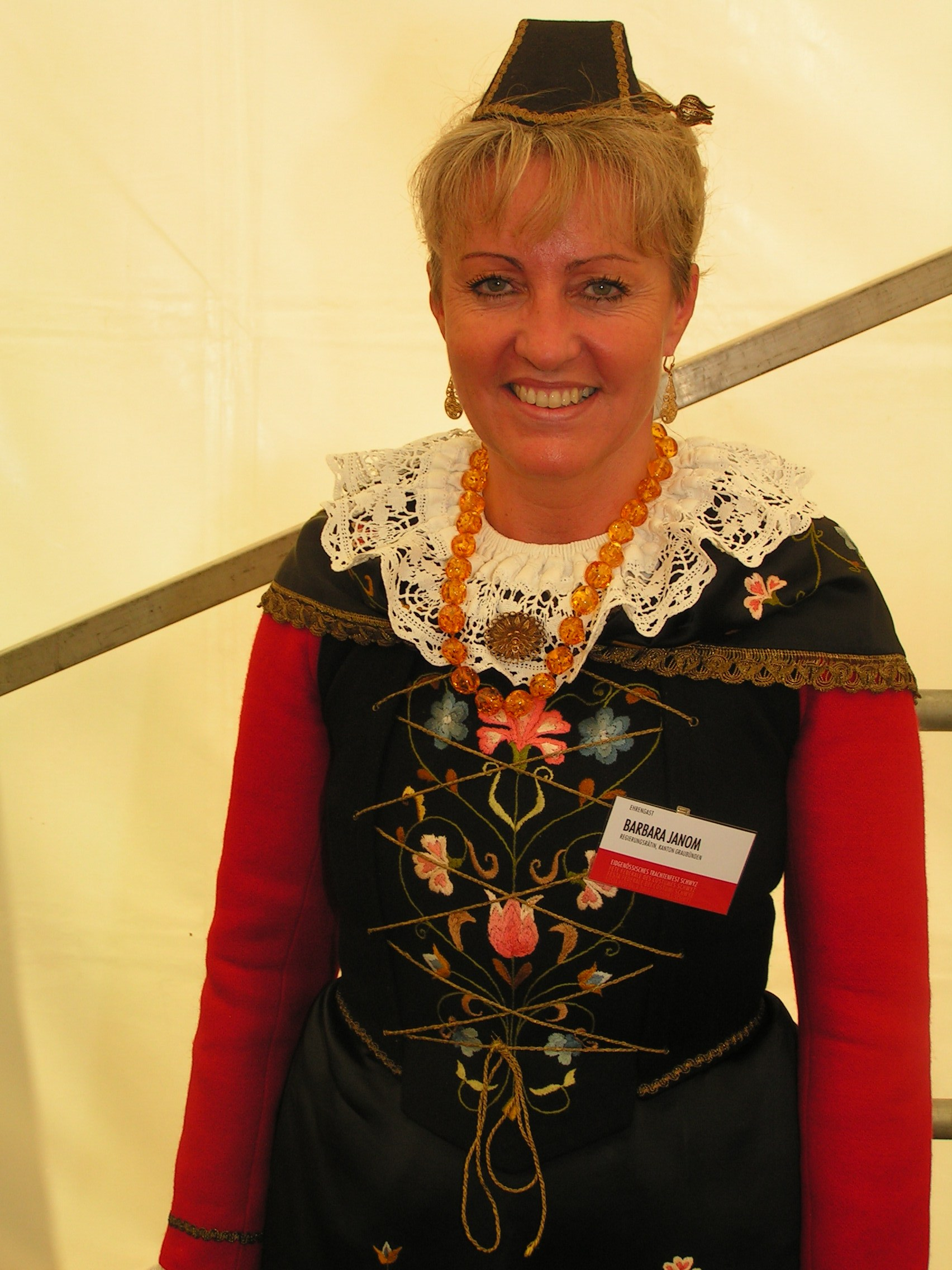
Barbara Janom Steiner in Engadiner Tracht (2010)

Barbara Janom Steiner (* 2. April 1963 in Scuol; heimatberechtigt ebenda) ist eine Schweizer Politikerin (Die Mitte, früher BDP). Sie war Regierungsrätin des Kantons Graubünden von 2008 bis zum Erreichen der Amtszeitbeschränkung 2018.

## Ausbildung und Beruf
Janom Steiner wuchs in Scuol auf und besuchte dort die Schule und im benachbarten Ftan das Gymnasium. Nach der Matura (Typ B, neusprachlich, 1983) studierte sie bis 1988 Jura an der Universität Zürich, wo sie mit dem Lizentiat der Rechte abschloss. 1995 erwarb sie das bündnerische Anwaltspatent. 1995–2008 war sie als selbständige Rechtsanwältin in Davos und Chur tätig. Ihre Schwerpunkte waren öffentliches Recht, insbesondere Bau- und Raumplanungsrecht, Staats- und Verwaltungsrecht sowie Familienrecht. 2001–2008 war sie Mitglied der Unabhängigen Beschwerdeinstanz für Radio und Fernsehen (UBI) in der Schweiz. 2004–2005 absolvierte sie einen Executive MBA an der Hochschule St. Gallen.

## Politik und Mandate
Janom Steiner präsidierte von 2000 bis 2007 die SVP des Kantons Graubünden. Von 2003 bis 2008 gehörte sie dem Grossen Rat an. Nach der Wahl von Eveline Widmer-Schlumpf in den Bundesrat wurde Janom Steiner am 30. März 2008 als ihre Nachfolgerin in den Regierungsrat gewählt. Noch im selben Jahr wurde die SVP Graubünden in die BDP Graubünden umgewandelt. 2010 und 2014 wurde sie mit dem zweitbesten bzw. besten Resultat wiedergewählt; Ende 2018 schied sie wegen Erreichens der Amtszeitbeschränkung aus dem Regierungsrat aus. Seit 2015 ist sie Mitglied im Bankrat der Schweizerischen Nationalbank, seit 2019 dessen Präsidentin.
2011 war Barbara Janom Steiner Teilnehmerin der Bilderberg-Konferenz in St. Moritz.
Seit 2019 ist Janom Steiner Vizepräsidentin des Stiftungsrats der Fundaziun Medias Rumantschas.

## Privates
Janom Steiner wohnt seit 1994 in Chur und ist mit Rolf Andreas Steiner verheiratet.